# Ү
Ү, ү – litera cyrylicy, przypominająca literę У, różniąca się od niej jednak pionową – a nie skośną – dolną kreską. Litera ta używana jest we współczesnej cyrylicy mongolskiej, gdzie oznacza ü (jak w słowie бүрэн = büren), a także w innych językach azjatyckich korzystających z cyrylicy (baszkirski, buriacki, kałmucki, kazachski, kirgijski, tatarski)